# Ізноски
Ізноски (рос. Износки) — село в Ізносковському районі Калузької області Російської Федерації.
Населення становить 1877 осіб. Входить до складу муніципального утворення Село Ізноски.

## Історія
Від 2004 року входить до складу муніципального утворення Село Ізноски

## Населення
| 1913  | 1926 | 1939  | 1959  | 1989  | 2002  | 2005  |
| ----- | ---- | ----- | ----- | ----- | ----- | ----- |
| 126   | ↗464 | ↗1413 | ↗1697 | ↘1131 | ↗1926 | ↘1891 |
| 2010  |      |       |       |       |       |       |
| ↘1877 |      |       |       |       |       |       |